# Parigi-Bruxelles 1948
La Parigi-Bruxelles 1948, trentaquattresima edizione della corsa, si svolse l'11 aprile 1948 su un percorso di 325 km, con partenza da Parigi e arrivo a Bruxelles. Fu vinta dal belga Lode Poels davanti ai suoi connazionali Albert Sercu e Jean Bogaerts.

## Ordine d'arrivo (Top 10)
| Pos. | Corridore            | Squadra | Tempo     |
| ---- | -------------------- | ------- | --------- |
| 1    | Lode Poels           |         | 10h00'00" |
| 2    | Albert Sercu         |         | s.t.      |
| 3    | Jean Bogaerts        |         | s.t.      |
| 4    | Raoul Remy           |         | s.t.      |
| 5    | Marcel Rijckaert     |         | s.t.      |
| 6    | Alphonse De Vreese   |         | s.t.      |
| 7    | Maurice Desimpelaere |         | s.t.      |
| 8    | Jean Baldassari      |         | a 45"     |
| 8    | Désiré Keteleer      |         | s.t.      |
| 8    | Marcel Kint          |         | s.t.      |